# Чевак (Аљаска)
Чевак (енгл. Chevak) град је у америчкој савезној држави Аљаска.

## Демографија
По попису из 2010. године број становника је 938, што је 173 (22,6%) становника више него 2000. године.
| Група                 | 2000.       | 2010.       |
| Амерички староседеоци | 692 (90,5%) | 890 (94,9%) |
| Белци                 | 28 (3,7%)   | 22 (2,3%)   |
| Афроамериканци        | 0 (0,0%)    | 0 (0,0%)    |
| Азијати               | 0 (0,0%)    | 3 (0,3%)    |
| Хиспаноамериканци     | 5 (0,7%)    | 1 (0,1%)    |
| Укупно                | 765         | 938         |